# Henry Hoenigan
Henry Hoenigan (ur. 1917 w Żarnowcu, zm. 1989 w Toronto, Ontario, Kanada) – polski i kanadyjski malarz.

## Życiorys
Urodził się jako Henryk Borowski. Studiował malarstwo w Akademii Sztuk Pięknych w Krakowie w pracowni Wojciecha Weissa, naukę ukończył w 1938. Po wybuchu II wojny światowej przedostał się na wschód, gdzie został aresztowany przez NKWD i zesłany do łagru na Syberii. Podczas amnestii przedostał się do jednego z punktów, gdzie tworzono oddziały Armii Andersa, z którą ewakuował się przez Bliski Wschód. Pomimo trudnych warunków tworzył i wystawiał swoje prace, w tym okresie powstał znany portret gen. Władysława Sikorskiego. Część prac uczestniczyła w Międzynarodowej Wystawie zorganizowanej w 1944 w Kairze, w 1945 zamieszkał w Mandacie Palestyny, gdzie uczył rysunku w polskiej szkole, skąd w 1949 wyjechał do Paryża, gdzie mieszkał przez rok. Ten krótki pobyt zaważył na jego późniejszej twórczości, po zapoznaniu się z dziełami francuskich malarzy zaczął tworzyć w podobnym stylu. W 1950 emigrował do Kanady, gdzie zgodnie w podpisanym kontraktem przez trzy lata pracował jako robotnik rolny. Po jego wygaśnięciu umowy przeniósł się do Toronto, pracował w sklepie i powrócił do twórczości. Zajmował się malarstwem figuratywnym i abstrakcyjnym, a w późniejszym czasie skierował się w stronę fowizmu, tematami dominującymi były relacje kobiety i mężczyzny oraz kobiecie akty. Jego twórczość została doceniona przez kanadyjskich krytyków, a jego prace były wystawiane w najważniejszych galeriach Toronto. W 1975 roku artysta otrzymał stypendium The State University of New York oraz finansową nagrodę Ontario Arts Council. Reprezentowała go Art Gallery of Cobourg, w 1976 zorganizowano tam duża wystawę retrospektywną jego prac, a krytyk sztuki Horace Brown napisał na jego cześć esej. Po śmierci Henryego Hoenigana znaczną część prac zakupił Andrzej Pawłowski, który przekazał prace polskiemu konsulatowi w Toronto, są one prezentowane w Art Gallery of Cobourg.